# کانن ئی‌اواس-۱

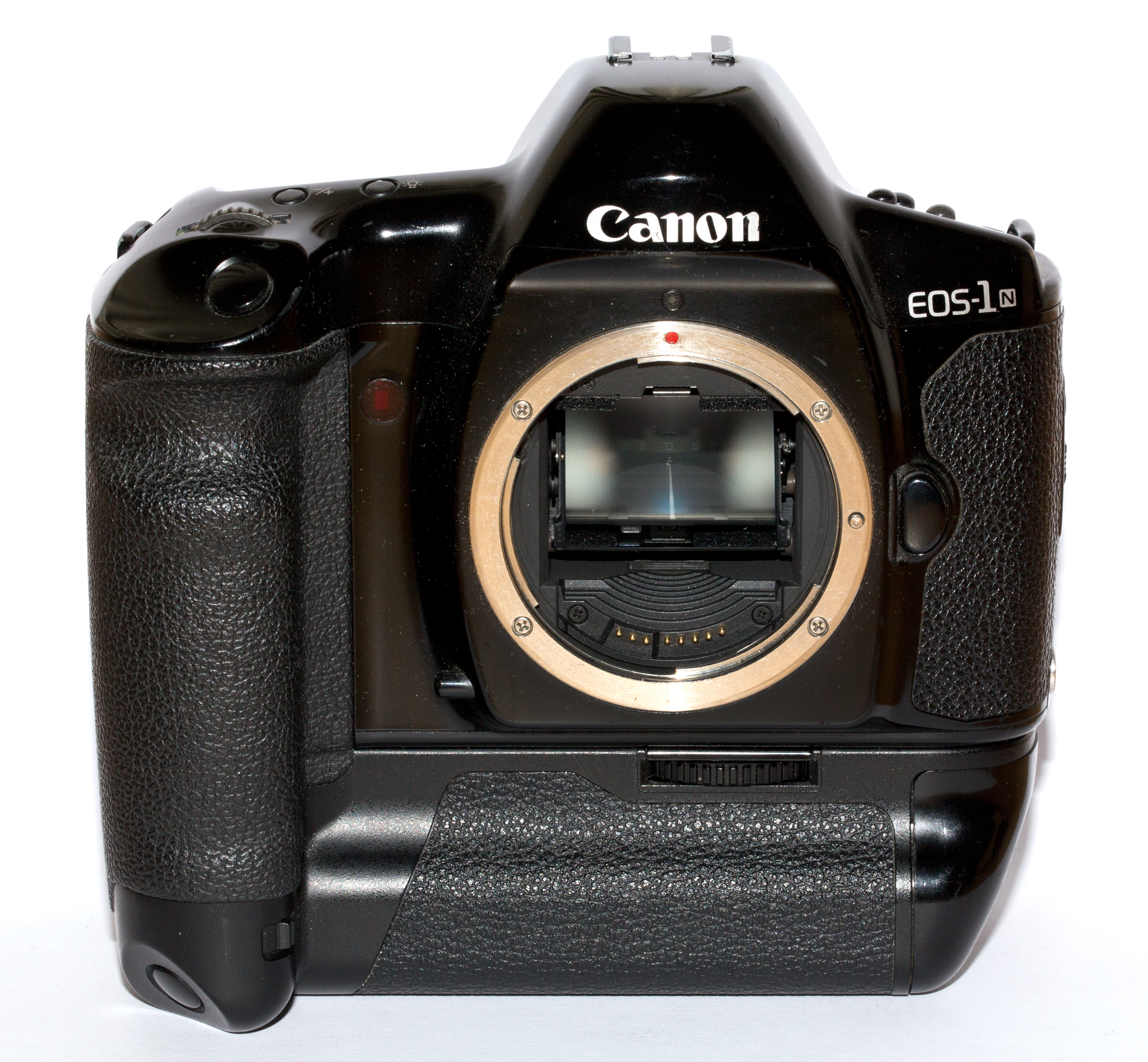
کانن ئی‌اواس-۱

کانن ئی‌اواس-۱ (به انگلیسی: Canon EOS-1) یک دوربین عکاسی تک‌لنزی بازتابی ساخت شرکت کانن است.